# Calathea burle-marxii
Calathea burle-marxii  es una especie fanerógama de la familia Marantaceae, nativa de  Brasil.   

## Taxonomía
Calathea burle-marxii fue descrita por H.A.Kenn. y publicado en Canadian Journal of Botany 60: 2365. 1982.